# Fünfblatt
Das Fünfblatt ist in der Heraldik eine gemeine Figur und nicht immer einwandfrei zu erkennen. Die Wappenbeschreibung sollte hier Klärung bringen.
Das Fünfblatt wird als eine Blüte in Draufsicht mit fünf konzentrisch angeordneten stilisierte einfache Blütenblätter um einen Mittelpunkt, als Butzen bezeichnet, und dargestellt. Die Wappenfigur ähnelt einer einfachen Rose oder einer Mispelblüte und die Übergänge sind fließend. Die Ränder der Blätter können viele Formen haben. Alle Tinkturen sind gebräuchlich. Im Wappen oder Feld ist die Anzahl auf 1 bis 3 gebräuchlich und die Stellung ist wie bei ähnlichen Figuren. Eine größere Anzahl ist möglich, aber bei 6 Stück Fünfblatt ist wohl die Grenze der Übersichtlichkeit. Das Fünfblatt kann auch mit einer anderen Wappenfigur im Schild sein.
Die Gruppe dieser Blütenanordnung beginnt mit dem Dreiblatt und ist bis zum Achtblatt gebräuchlich. Das Fünfblatt ordnet sich hier ein.

Fünfblatt (stilisiert)
Mit Hermelin belegt: Ancenis
Ein Fünfblatt in verwechselten Farben im Wappen von Clichy-sous-Bois
Zwei Fünfblätter im Wappen von Flavacourt
Haus Arenberg mit drei Fünfblättern als Mispelblüte
Hier mit silbernen Butzen im Wappen einer franz. Familie
Sechs Fünfblätter im Wappen der französischen Gemeinde La Ferté-Saint-Aubin mit weiterer Wappenfigur
Belgische Gemeinde Bertem mit rotem Fünfblatt und blauen Butzen